# روبرت كلاين (لاعب جمباز فني)
روبرت كلاين (بالألمانية: Robert Klein)‏ هو لاعب جمباز فني ألماني، ولد في 10 ديسمبر 1925، وتوفي في 13 أكتوبر 2000.

## وصلات خارجية
- روبرت كلاين على موقع أوليمبيديا (الإنجليزية)